# CD Móstoles
CD Móstoles was een Spaanse voetbalclub. Thuisstadion was het El Soto in Móstoles. De club speelde zes seizoenen in de Segunda División B.

## Historie
CD Móstoles was sinds het seizoen 1983/84 een vaste klant in de Spaanse profliga's – op een kort intermezzo in 1986/97 na. In totaal speelde de club 23 seizoenen gespeeld in de Tercera División, bijna altijd strijdend om een plaats in de promotie-playoffs. Daarnaast kwam de club ook zes seizoenen uit in de Segunda División B, geen enkel verblijf duurde echter langer dan twee seizoenen. Voor het laatst kwam de club op dit niveau uit in het seizoen 2005/06, het degradeerde toen na één seizoen. De hoogst behaalde plaats in de Segunda División B is een tiende plek (1998/99).
In het seizoen 2011/12 eindigde de club zeventiende in de Tercera División, waardoor het voor het eerst in 25 jaar weer naar de amateurreeksen degradeerde. De club had echter een openstaande schuld van €234.591 (vanwege onbetaalde spelerslonen) en besloot de boeken neer te leggen.

## Gewonnen prijzen
- Tercera División: 1989/90 en 2003/04

## Bekende spelers
- Harvey Esajas
- Tomas Pina